# 거제 아주동 삼층석탑
거제 아주동 삼층석탑(巨濟 鵝州洞 三層石塔)은 대한민국 경상남도 거제시 아주동에 있는 삼층석탑이다.
1983년 7월 20일 경상남도의 문화재자료 제33호 아양리 3층석탑(1기)으로 지정되었다가, 2018년 12월 20일 현재의 명칭으로 변경되었다.

## 개요
아양리에 있는 3층 석탑으로, 1935년 탑골이라 불리는 곳에서 밭을 갈던 중 박학중 씨가 발견하여 세워 놓은 것이다.
발견 당시 기단부(基壇部)와 머리장식이 사라진 상태였으며, 현재 3층을 이루는 탑신(塔身)만이 남아 있는데, 그나마 탑신의 2·3층 몸돌은 탑을 옮겨 세울 때 새로 만들어 놓은 것이다. 탑신의 몸돌에는 모서리마다 기둥 모양을 새겼고, 지붕돌 밑면에는 4단의 받침을 두었다.
탑신의 1층 몸돌과 3층 지붕돌은 원래 탑의 석재가 확실하며, 몸돌의 기둥 모양 조각과 지붕돌의 받침 조각 수법은 우수한 편이다.

## 같이 보기
- 삼층석탑

## 참고 자료
- 거제 아주동 삼층석탑 - 국가유산청 국가유산포털